# Selkirkshire
Selkirkshire (także Selkirk, gael. Siorrachd Selkirk) – hrabstwo historyczne w południowej Szkocji, z ośrodkiem administracyjnym w Selkirk.
Hrabstwo położone było na Wyżynie Południowoszkockiej i obejmowało doliny rzek Ettrick, Yarrow oraz (częściowo) Tweed. Obszar hrabstwa był pofałdowany, najwyższe wzniesienia sięgały nieco ponad 700 m n.p.m. Krajobraz zdominowany był przez wrzosowiska i łąki. Dawniej większą część hrabstwa zajmował las pierwotny Ettrick Forest, w średniowieczu będący królewskim terenem łowieckim. Większość drzew została wycięta za panowania Jakuba V (1513–1542), kiedy to ziemie te przeznaczone zostały na pastwiska. Powierzchnia hrabstwa w 1887 roku – 666 km², w 1951 roku – 693 km² (0,9% terytorium Szkocji). Liczba ludności w 1887 roku – 25 564, w 1951 roku – 21 729 (0,4% całkowitej populacji Szkocji).
Gospodarka hrabstwa opierała się na wypasie owiec i włókiennictwie. Jedynymi znaczącymi ośrodkami miejskimi na terenie hrabstwa były Selkirk i Galashiels.
Hrabstwo zlikwidowane zostało w wyniku reformy administracyjnej w 1975 roku, włączone do nowo utworzonego regionu Borders. Od 1996 roku terytorium hrabstwa znajduje się w granicach jednostki administracyjnej (council area) Scottish Borders.